# Ray Santilli
Ray Santilli (30 de setembro de 1957) é um músico britânico e produtor de filmes, mais conhecido pela montagem de 1995 da "autópsia alien", tema do filme da Ant & Dec Alien Autopsy, de 2006.